# Костадин Руйчев
Костадин Благоев Руйчев е български хореограф и обществен деец.

## Биография
Костадин Руйчев е роден на 10 октомври или 5 ноември 1923 година в село Долен, Неврокопско (днес Гоцеделчевско). Той е най-възрастният син от общо 6 момчета. От малък семейството му го закърмя с любов към народната фолклорна традиция. Баща му Благой Руйчев, освен че е отличен шивач, бъчвар, пчелар и ловец, притежава и самороден талант да свири на много музикални инструменти като цигулка, акордеон, мандолина, тамбура и др. Майката Капка Руйчева е знаела над 300 автентични народни песни. Костадин Руйчев става почетен гражданин на Благоевград. Носител е на ордена „Кирил и Методий“ II степен и „Орден на труда“. Руйчев описва над 150 хора и ги публикува в самостоятелни сборници и в списание „Танцова самодейност“. Работи дълги години като хореограф и ръководител на танцовия състав в Ансамбъл за народни песни и танци „Пирин“.
Първите изяви на Костадин Руйчев пред публика, като ръководител на концертна група са по времето, когато отбива военната си служба в София. Като познавач на българския танц, висши офицери му възлагат задачата да сформира танцова трупа, която впоследствие изнася множество представления в поделенията и селата край София. Тези представления са давали духовната храна на военни и обикновени хора в тежките условия на война.
През 1946 г., след отбиване на военната си служба, Костадин Руйчев, заедно с още няколко ентусиасти, като Златко Коцев, Зафир Кънчев, Иван Мутафчиев и др., поставят основите на първия в страната самодеен ансамбъл за народни песни и танци с име „Яне Сандански“. Същият този ансабъл в периода от 1946 – 1954 г. изнася над 600 концерта. Дейността на тогавашното ръководство на ансамбъла обаче не се простира само до организирането на представления. Ентусиазирано от успехите, който колектива на „Яне Сандански“ жъне на родна сцена и по международни фестивали, тогавашнато ръководство подава и писмо до началниците на отдел „Култура“ в София. Това писмо има като съдържание предложение за създаването на професионален колектив за народни песни и танци. Като модел за създаването тогава е бил използван този на първия в България професионален фолклорен ансамбъл оглавен от Филип Кутев, със седалище в столицата. От София положителното решение се взема през януари 1954 г. С това решение фактически се поставя и първата стъпка към създаването на световно признатия Държавен ансамбъл за народни песни и танци „Пирин“. По-късно същата година се провеждат първите конкурси за набиране на утвърдения щат от 37 души. Групата не е попълнена изцяло. За танцов ръководител тогава бива назначен Костадин Руйчев.
Почива на 30 октомври 2015 година в Благоевград.

## Семейство
Костадин Руйчев е син на Благой Руйчев и Капка Руйчева. Той е най-големият син от общо 6 момчета. Сключва брак през 1951 г. с Василка Андонова Руйчева (род.16 декември 1932 – поч.21 юли 1991 г.). Има двама сина – Благой Руйчев (4 април 1952 г.) и Владимир Руйчев (7 април 1958 г.) и двама внука – Костадин Руйчев (24 май 1976 г.) и Васил Руйчев.(13 октомври 1982 г.)

## Творчество и дейност
Като главен хореограф в ансамбъл „Пирин“ в продължение на 30 г., Костадин Руйчев сътворява едни от най-известните и любими на публиката танцови постановки, Той несъмнено показва отлично познаване на пиринския фолклор, неговите специфики и особености. Чрез професионализма си успява да го представи пред публиката по-възможно най-естествения и увлекателен начин. Сред 25-те му неповторими творби, най-запомнящи се остават танците „На мегдана“, „Русалии“, „Въртяното“, „Честото“, „Драма“, „Малешевска сюита“, а в съавторство – „Пирине мой“, „Пролетни игри“, „Лудо свири на тамбура“ и др. Издал е две книги, последната му е готова също за печат. Това е сборник състоящ се от 700 стр. в който са описани над 200 хора и танци, както и най-подробно е разкрита историята на самодейните състави в пиринския край. В сборника са упоменати и почти всички дейци професионални и непрофесионални взели участие и спомогнали за утвърждаването и опазването на фолклора, като част от нашето историческо наследство.
Костадин Руйчев е бил ръководител на ансамбъл „Яне Сандански“, на танцовия състав на ансамбъл „Пирин“, на ансамбъл „Перун“ – гр. Разлог, на ансамблите в Микрево, Струмяни, също и на ансамбъл „Илинден“ и детските фолклорни състави „Зорница“ и „Разложанче“. С ансамблите Костадин Руйчев е посетил 45 страни и е поставил над 250 танцови постановки. В продължение на много години Костадин Руйчев оказва методическа помощ на десетки любителски танцови колективи, провежда семинари, преподава български народни танци в Белгия, Франция, Холандия и Русия. Той е включван редовно в журитата на републиканските фестивали на художествената самодейност, дейно участие взема в подготовката на съборите „Пирин пее“ и „Копривщица“, както и на други обществени мероприятия.